# Porsche 944

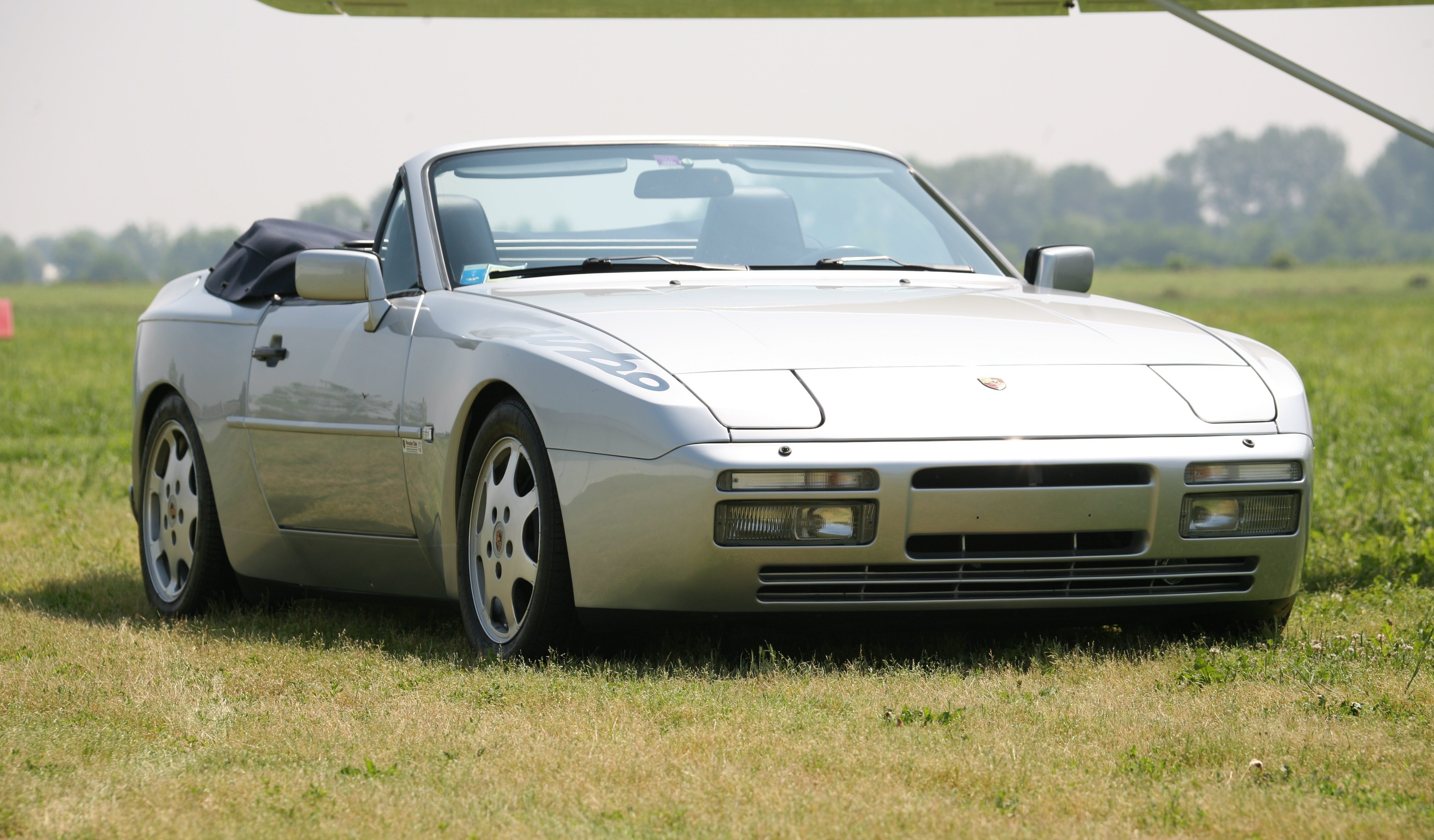
Porsche 944 Cabriolet

Der Porsche 944 ist eine Automobilbaureihe der Porsche AG, die auf Basis des Porsche-Modells „924 Carrera“ entwickelt und 1982 eingeführt wurde. In Preis und Leistung platzierte Porsche den Porsche 944 zwischen dem am kräftigsten motorisierten Porsche 924 und dem Porsche 911. Statt des Audi-Motors aus dem Porsche 924 erhielt der 944 von Beginn an einen neuen, durch Porsche selbst entwickelten Vierzylindermotor.
Im Verkauf war das Auto mit den charakteristischen Klappscheinwerfern einer der erfolgreichsten Sportwagen seiner Zeit und sicherte Porsche rückblickend betrachtet das Überleben.
Der Porsche 944 wurde kontinuierlich bis zur Modellvariante „Porsche 944 S2“ weiterentwickelt und 1991 von der Baureihe 968 abgelöst.
Die Motorleistung des Porsche 944 reicht von 110 kW (150 PS) beim Basismodell bis hin zu 184 kW (250 PS) beim Modell 944 Turbo. Der Vierzylindermotor ist vorn unter einer langen Motorhaube eingebaut. Das Getriebe sitzt für eine möglichst ausgeglichene Gewichtsverteilung des Fahrzeugs an der angetriebenen Hinterachse (Transaxle-Bauweise).
Ab August 1986 wurde der 944 durch den 944 S ergänzt, dessen Motor 16 Ventile hatte und damit 140 kW (190 PS) leistete. Bereits zwei Jahre später wurde der 944 S von dem 944 S2 abgelöst: Mit 3 Liter Hubraum und Vierventilzylinderkopf hatte sein Motor zum Zeitpunkt der Premiere den größten Hubraum eines Reihenvierzylinders in einem Serien-Pkw (mit einem Drehmoment von 280 Nm bei 4000/min) und 155 kW (211 PS) bei 5800/min.
1988 wurde außerdem die Sonderedition 944 Turbo S mit größerem Turbolader angeboten, der die Leistung auf 184 kW (250 PS) oder wahlweise 221 kW (300 PS) anhob.
Im Jahr 1989 wurde der „Turbo“ einer Modellpflege unterzogen. Er leistete nun serienmäßig genauso viel wie die Fahrzeuge der Sonderserie und bekam zudem einen freistehenden Heckflügel für eine verbesserte Traktion auf der Straße.

## Entstehungsgeschichte des Porsche 944

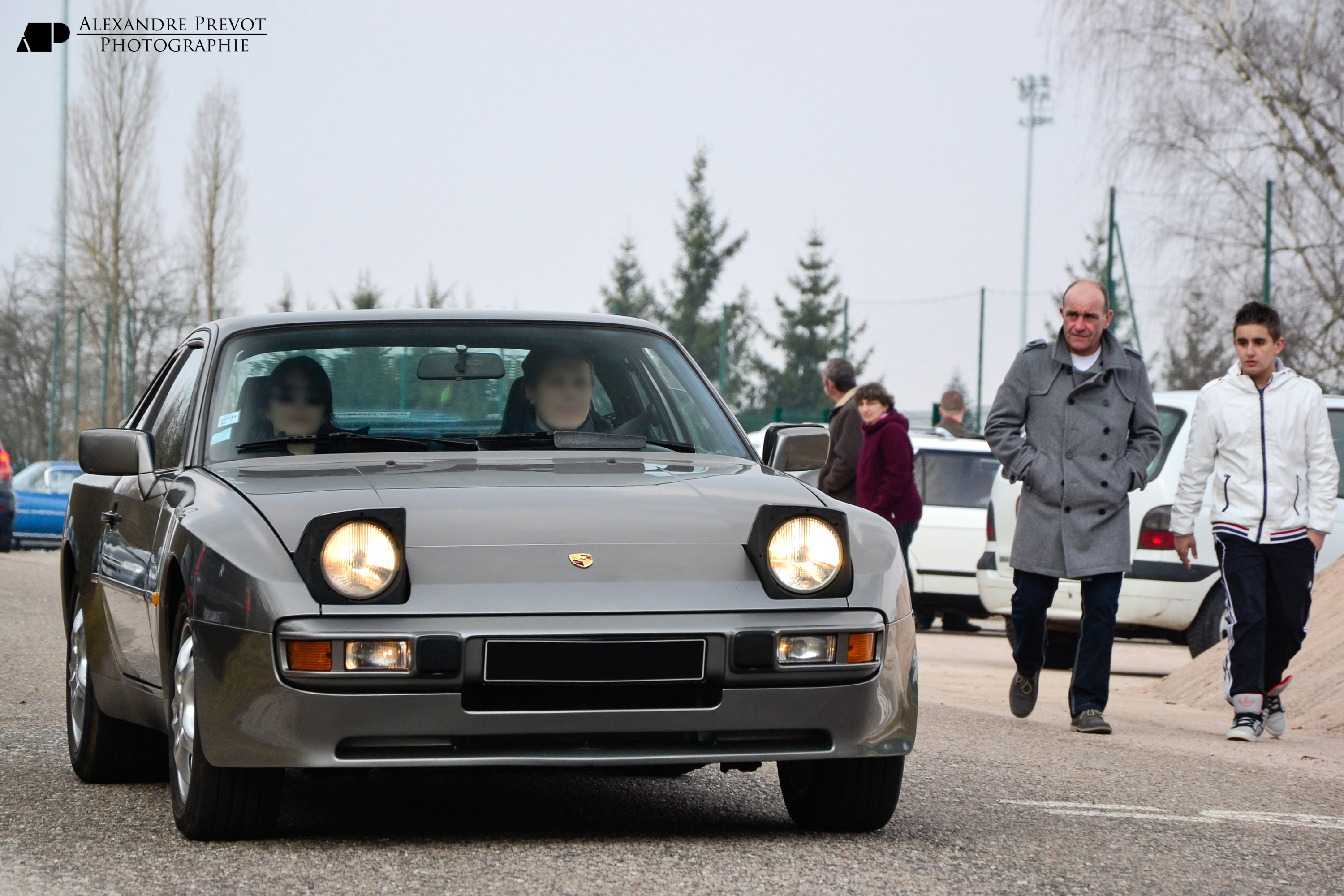
Porsche 944 S

Der weitgehend baugleiche Porsche 924 wurde ursprünglich von Porsche als Nachfolger des VW-Porsche 914 für Volkswagen entwickelt. Der Motor, das Getriebe und Teile des Fahrwerks vom Porsche 924 kamen daher aus dem Baukastensystem von Volkswagen. Volkswagen wollte das Modell nicht selbst auf den Markt bringen, so dass Porsche den Vertrieb des fertig entwickelten Autos allein übernahm und VW nur die Produktion.
Daher, insbesondere jedoch wegen der auch im Audi 100 und dem Nutzfahrzeug VW LT verwendeten Motorkonstruktion, galt der Porsche 924 vielen Porsche-Kunden nicht als „echter Porsche“.
Um dieses Imageproblem langfristig zu lösen, entschied sich Porsche, auf Basis des Porsche „924 Carrera GT“ einen Sportwagen mit „echtem“ Porsche-Motor anzubieten. Das neue Fahrzeug mit der Bezeichnung „Porsche 944“ erschien Ende 1981 und hatte sehr gute Kritiken in der Presse. Im ersten Produktionsjahr gingen bereits mehr als 30.000 Bestellungen bei den Händlern ein. Porsche ließ die Modelle 924 und 944 als Auftragsarbeit bei Audi im Werk Neckarsulm herstellen. Nur die letzten 944 wurden 1991 bei Porsche in Zuffenhausen hergestellt.

## Modellentwicklung
Der Porsche 944 erschien in den Versionen 944, 944 S, 944 S2, 944 Turbo und – in begrenzter Stückzahl – als Topmodell 944 Turbo S. Die Versionen unterschieden sich in der Motorleistung, der Ausstattung und dem Preis.
Alle Versionen kennzeichnet und eint das Transaxlesystem, das es vor dem 924 nicht bei Porsche gegeben hatte: Der Motor sitzt mit seinem Schwerpunkt leicht hinter der Vorderachse, wohingegen die (ursprünglich für den Audi 100 entwickelte) Einheit aus Getriebe und Achsantrieb im Heck des Fahrzeugs liegt. Verbunden werden Motor und Getriebe durch eine in einem Stahlrohr laufende Welle. Das ergibt zusammen mit dem großen Kraftstofftank eine ausgewogene Gewichtsverteilung von 48 : 52 (Front : Heck) und dadurch ein neutrales Fahrverhalten und gute Traktion.

### Grundmodell 944
Das Grundmodell des 944 wurde von 1981 bis 1989 gebaut. Bei der Einführung kostete es mit Handschaltgetriebe 38.900 D-Mark, mit Automatikgetriebe 40.400 D-Mark, im letzten Produktionsjahr 61.900 D-Mark, mit Automatikgetriebe 64.500 D-Mark.

#### Motor und Getriebe

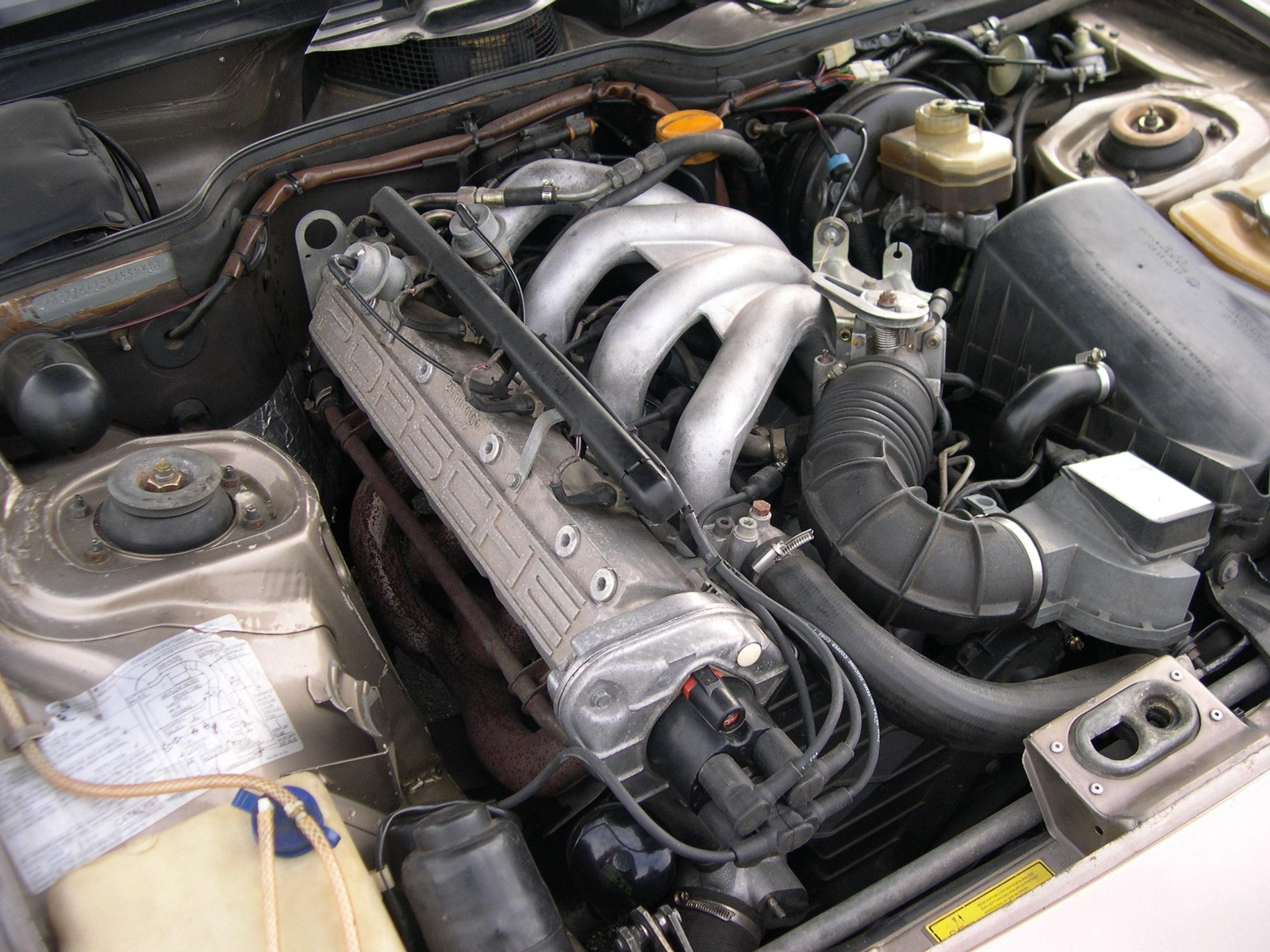
Motor des Porsche 944

Das ursprüngliche Basismodell des 944 ist mit einem 2479 cm³ großen Vierzylinder-Reihenmotor ausgestattet, der aus der rechten Zylinderbank des V8-Motors des Porsche 928 entwickelt wurde. Der 944-Motor hat in der Version ohne Katalysator eine höhere spezifische Leistung mit 120 kW (163 PS) als der frühe 928, der mit 4,5 Litern Hubraum 176 kW (239 PS) und später aus 5,4 Litern bis zu 257 kW (349 PS) leistete.
Dank eines hohen Verdichtungsverhältnisses von 10,6 : 1 hat der Motor einen hohen thermodynamischen Wirkungsgrad, er erreicht sein höchstes Drehmoment von 205 Nm bei einer Drehzahl von 3000/min. Die Höchstleistung von 120 kW (163 PS) wird bei 5800/min abgegeben, die elektronisch begrenzte Maximaldrehzahl liegt bei 6500/min.
Der Verbrauch des Fahrzeugs beträgt bei 90 km/h 7,0 Liter/100 km, bei 120 km/h 8,7 Liter/100 km und im Stadtzyklus 11,4 Liter.
Der Motorblock des Porsche 944 besteht aus „Alusil“ einer übereutektischen Aluminium-Silizium-Legierung. Die geschmiedete Kurbelwelle ist fünffach gelagert und über gesinterte Stahlpleuel mit den Kolben verbunden. Die Leichtmetallkolben sind eisenbeschichtet und laufen ohne Laufbuchsen auf der durch die beim Erstarren abgeschiedenen Siliziumkristalle harten und verschleißfesten Oberfläche der Zylinder. Der Motor des 944 mit acht Ventilen hat eine, der des 944 S mit 16 Ventilen zwei obenliegende Nockenwellen, die die Ventile über Tassenstößel mit hydraulischem Ventilspielausgleich betätigen. Ein- und Auslässe liegen im Leichtmetallzylinderkopf gegenüber. Der Problematik des unvollkommenen Massenausgleichs beim Vierzylindermotor wurde mit dem Einbau von zwei Ausgleichswellen begegnet. Viele Details des Porsche 944-Motors sind heutzutage Standard im Motorenbau, waren aber 1981 neu und nur bei Porsche erhältlich.
Serienmäßig wurde ein manuell zu schaltendes Fünfganggetriebe eingebaut, mit dem der 944 in 8,4 Sekunden von 0 auf 100 km/h beschleunigen kann. Gegen Aufpreis wurde ein Dreigangautomatikgetriebe angeboten, mit dem der 944 9,6 Sekunden für die Beschleunigung auf 100 km/h benötigt.

#### Karosserie

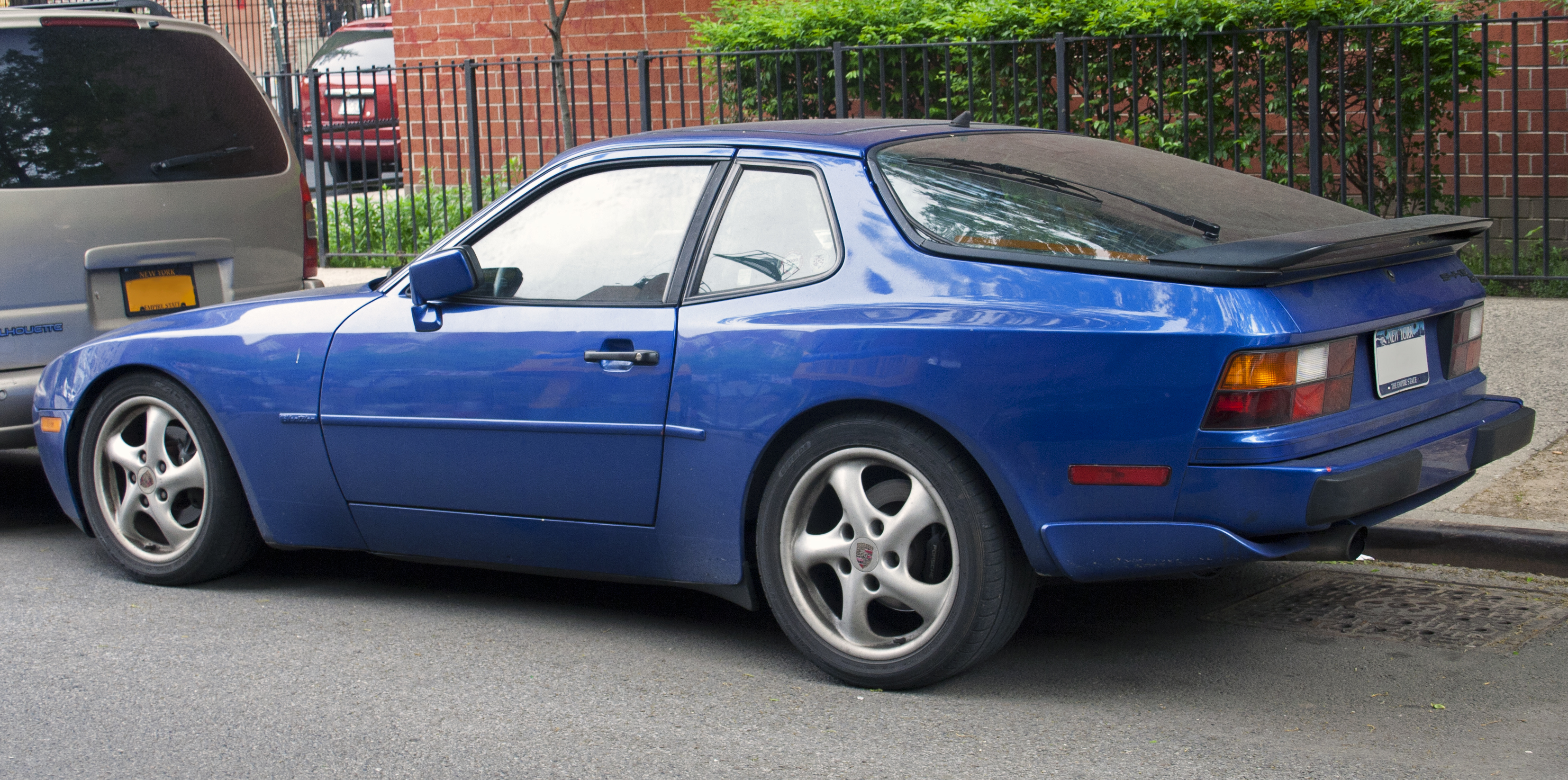
Porsche 944 S2 mit freistehendem Kunststoffspoiler (ab Modelljahr 1990) und Felgen vom 911er in US-Ausführung

Die Karosserieänderungen am 944 fand man zum Teil schon beim Porsche 924 Carrera GT und GTS, bei dem die vorderen Kotflügel zwar schon verbreitert waren, jedoch die hinteren Verbreiterungen noch aus Kunststoff aufgesetzt wurden. Beim Porsche 944 wurden die hinteren Kotflügelverbreiterungen nun in die Karosserie integriert, diese war seit dem Baujahr 1978 verzinkt, um eine lange Korrosionsbeständigkeit zu erreichen. Wie bei allen Sportwagen von Porsche gab es auch beim Porsche 944 eine siebenjährige Garantie gegen Durchrostungsschäden.
Die charakteristischen Klappscheinwerfer und das Hubdach wurden von der Karosserie des Porsche 924 übernommen. Aufgrund des vorn eingebauten Motors und den auch geteilt umklappbaren Rücksitzlehnen hat der 944 (wie auch der 924 und der 928) einen für einen Sportwagen geräumigen und flexiblen Kofferraum. Der Kofferraum ist von außen über eine große, gewölbte und weit öffnende Heckklappe aus Glas zugänglich, diese lässt sich auch von innen vom Fahrersitz aus automatisch öffnen, ohne dass dafür das Fahrzeug verlassen werden muss.

#### Ausstattung

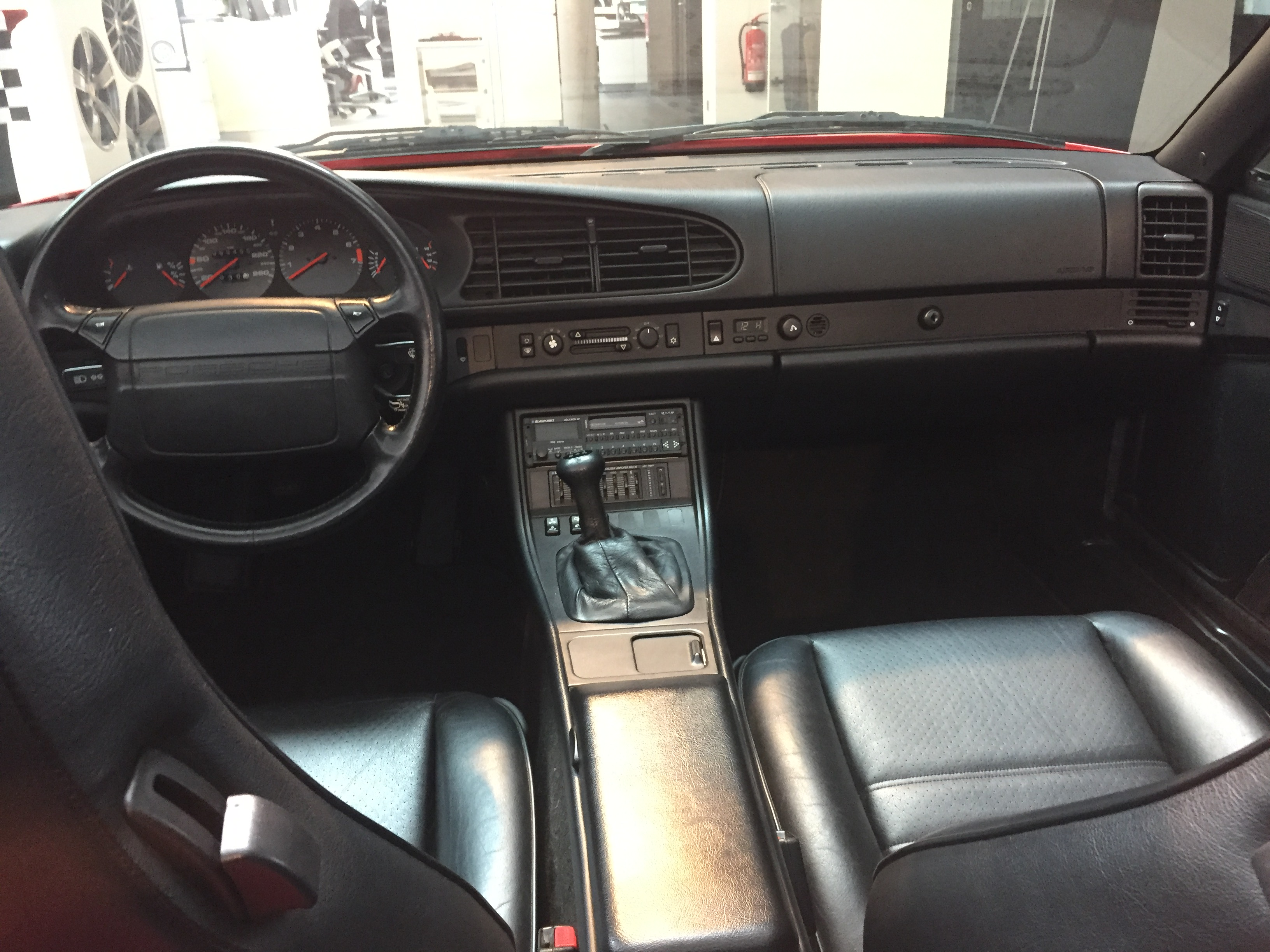
Cockpit des 944

Bei der Konzeption des Innenraums wurde auf hohe Transportkapazität (großer Kofferraum und geteilt umklappbare Rücksitzbank) und guten Sitzkomfort für Fahrer und Beifahrer geachtet. Dieser Sitzkomfort wird durch die wahlweise gegen Aufpreis erhältlichen Sportsitze (mit Höhenverstellung und Leder) gesteigert. Die hintere Sitzreihe ist, porschetypisch, nur für zwei Kinder (jedoch für Kinder ab 125 cm Körpergröße mit Dreipunktgurt auch ohne Kindersitz zugelassen) oder zusätzliches Handgepäck geeignet. Für den 944 wurde ein Dachträgersystem mit einer maximalen Tragkraft von 75 kg entwickelt. Außerdem kann er eine maximale Anhängelast von 1200 kg ziehen. Die serienmäßigen Leichtmetallräder 7J × 15 mit Reifen 185/70 VR 15 wurden auch im 911 SC verwendet, ebenso wie die optionalen Aluminium-Flügelräder 7J × 16 (auch als Fuchsfelgen bezeichnet) mit Reifen 205/55 VR 16.

#### Anpassungen während der Bauzeit
Grund für den Erfolg des Basismodells war die beständige Anpassung während der Bauzeit. Eine wichtige Anpassung war sicherlich die Einführung des Katalysators, dieser war ab 1985 erhältlich. Alle Modelle ohne Katalysator wurden serienmäßig vorgerüstet, damit später ein Katalysator eingebaut werden konnte. Mit Katalysator sank die Motorleistung auf 110 kW (150 PS), weswegen sich die Mehrheit der Porsche-Käufer zunächst für die „giftigere“ Version ohne Katalysator entschied. Außerdem wurden das Cockpit und die Sitze des 944 Turbo serienmäßig auch im Grundmodell verwendet. Wegen dieser Anpassungen werden die ab 1985 gebauten Modelle auch als 944/II bezeichnet, die vor 1985 gebauten Modelle entsprechend 944/I. Die Leistung beim Modell mit Katalysator wurde erst 1987 erhöht, da in diesem Baujahr beide Motorenvarianten 118 kW (160 PS) leisteten. 1988 wurde der Motor des 944 stark überarbeitet, er leistete von nun an 121 kW (165 PS), der Hubraum wurde von 2,5 auf 2,7 Liter vergrößert. Das maximale Drehmoment, das davor 210 Nm bei 4500/min betragen hatte, stieg ab 1988 auf 225 Nm bei 4200/min. Dies wurde durch eine neue Motor-Elektronik, eine höhere Verdichtung, vergrößerte Einlassventile und eine neue Nockenwelle mit geänderten Steuerzeiten erreicht. Wahlweise wurde ein Radio mit CD-Player angeboten.

### Modell 944 S und Modell 944 S2

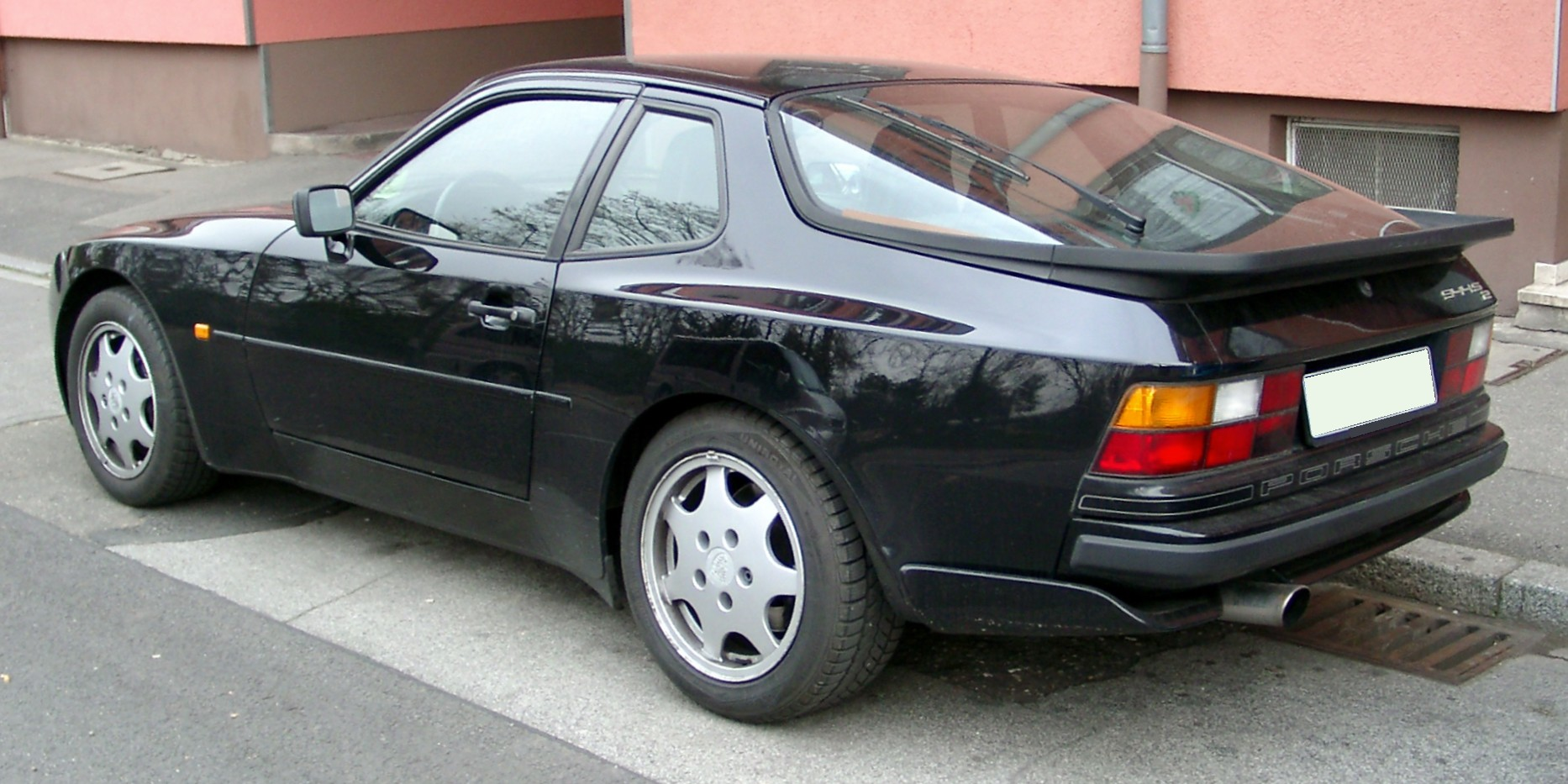
Heckseitenansicht eines Porsche 944 S2

Im August 1986 wurde der 944 durch den 944 S ergänzt, der mit vier Ventilen je Zylinder bei gleichem Hubraum von 2,5 Litern 140 kW (190 PS) leistete. 1988 wurde der 944 S vom 944 S2 abgelöst, der mit einem größeren Hubraum von 3 Litern und vier Ventilen je Zylinder eine maximale Leistung von 155 kW (211 PS) bei 5800/min erreichte. Der Motor des Porsche 944 S2 war zur Zeit seiner Präsentation der Reihenvierzylinder mit dem größten Hubraum in einem Serien-Pkw. Karosserie und Inneneinrichtung des S2 wurden direkt vom bisherigen 944 Turbo übernommen. Der Luftwiderstandsbeiwert (Cw) verbesserte sich damit von 0,35 auf 0,33, die Front zeigte sich geglättet, die Flanken wirkten kraftvoller. Ein Unterflurdiffusor am Heck verbesserte die Luftströmung.

### Modell 944 Turbo

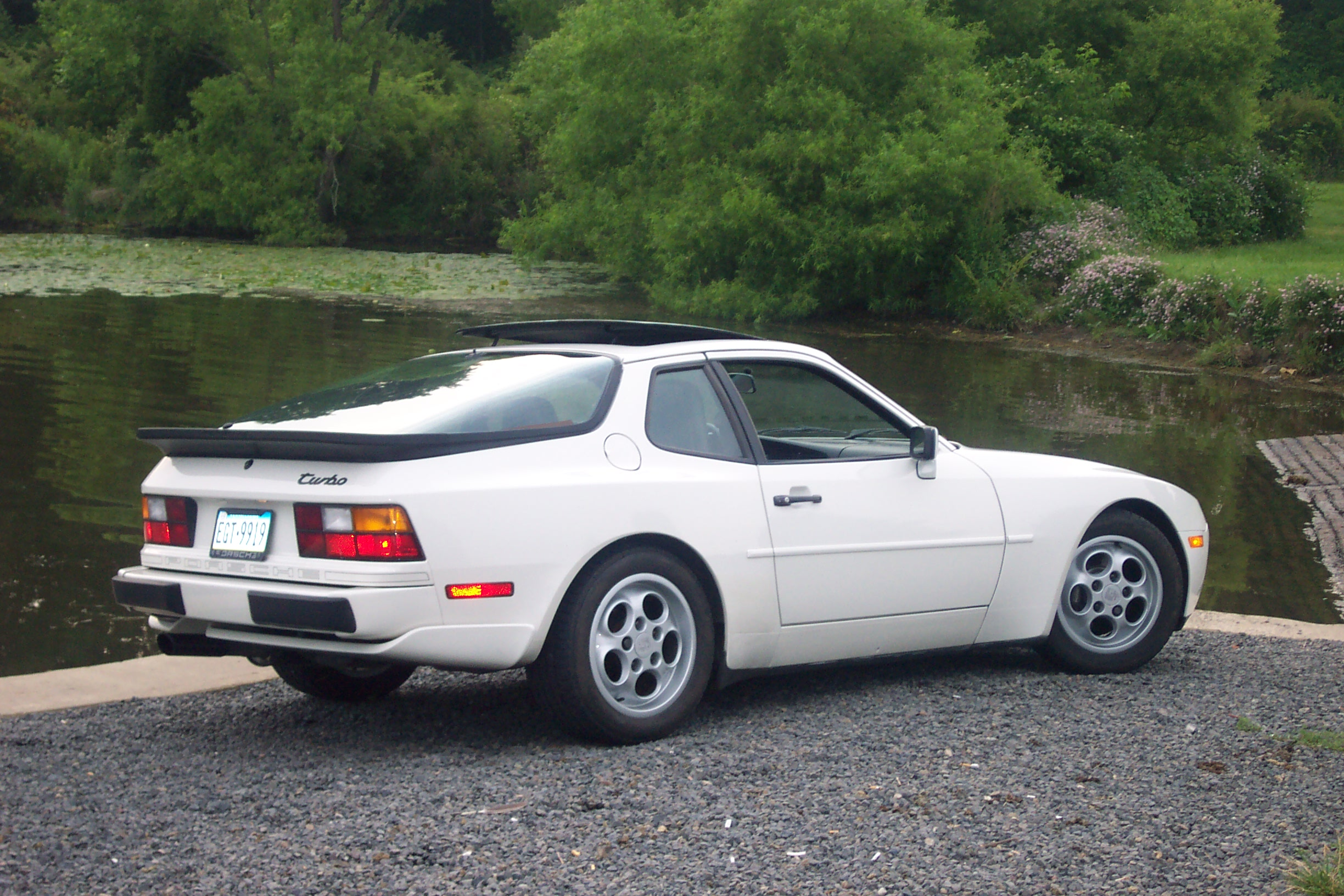
Seitenansicht eines 944 Turbo (US-Modell)

Der 944 Turbo (Typ 951) hatte einen 2,5-Liter-Motor, der von einem KKK-Turbolader aufgeladen wurde und 162 kW (220 PS) leistete. Ab 1987 wurde ein Tachometer mit einer Geschwindigkeitsanzeige bis 300 km/h eingebaut. Die offizielle Höchstgeschwindigkeit betrug 245 km/h. In Testberichten wurden jedoch auch Höchstgeschwindigkeiten bis 255 km/h ermittelt.

#### Vorgeschichte
Die Geschichte des Porsche 944 Turbo begann im Sommer 1981, als Porsche beim 24-Stunden-Rennen von Le Mans (Frankreich) einen Prototyp des 944 Turbo einsetzte. Das Fahrzeug, das von Walter Röhrl und Jürgen Barth gefahren wurde, erreichte unter der Tarnbezeichnung Porsche 924 GTP den siebten Gesamtrang. Es bekam den Preis für die kürzesten Boxenaufenthalte. Der Prototyp des 944 Turbo schaffte es wegen seiner Zuverlässigkeit, viele stärkere Fahrzeuge zu überrunden, da sie mehr Zeit für Reparaturen in der Boxengasse benötigten.
Durch diesen Erfolg ermutigt setzte Porsche drei Jahre später beim 24-Stunden-Rennen von Nelson Ledges in Ohio (USA) erneut einen Prototyp des Porsche 944 Turbo ein. Zur Teilnahme an diesem auf einem anspruchsvollen Landstraßenkurs veranstalteten Rennen waren nur Serienwagen und Serienprototypen zugelassen, die den Regeln der amerikanischen Straßenverkehrszulassung entsprachen. Aus diesem Grund musste Porsche den 944 Turbo unter anderem mit einem Abgaskatalysator ausrüsten. Trotzdem siegte das Fahrzeug bei diesem Rennen mit 40 Runden Vorsprung, gefahren von Jim Busby, Rick Knoop und Freddy Buker (alle Amerikaner).
Wegen dieser Erfolge im Motorsport beschloss Porsche, den Prototyp in Serie zu bauen und als Porsche 944 Turbo auf den Markt zu bringen. Das Projekt wurde intern als Porsche 951 bezeichnet. Eingeführt wurde der Porsche 944 Turbo, der in Hinblick auf Preis und Leistung zwischen dem Porsche 944 und dem Porsche 928 S rangierte, im Jahr 1985 für einen Grundpreis von 72.000 D-Mark. Die ersten Fahrzeuge wurden 1986 an die Kunden ausgeliefert.

#### Karosserie und Fahrwerk
Die Karosserie des Porsche 944 Turbo betont die Abstammung vom Porsche 924. Allerdings wurde sie in vielen Details überarbeitet und verbessert. Neu sind der Bug mit integrierten Leuchteinheiten, die bündig eingesetzte Frontscheibe, die seitlichen Schwellerblenden und eine in die Gesamtform einbezogene Heckschürze.
Dadurch konnte der Strömungswiderstandskoeffizient (Cw) von 0,35 auf 0,33 gesenkt werden. Außerdem wurden durch geänderte Front- und Heckspoiler und die neue Heckschürze niedrigere Auftriebswerte als beim herkömmlichen 944 erzielt.
Wurde der 944 Turbo im Jahr 1987 noch mit der Bereifung 205/55 VR 16 (vorne) und 225/50 VR 16 (hinten) ab Werk ausgeliefert, musste später beim Austausch diese Bereifung durch Reifen mit dem höheren Geschwindigkeitsindex „ZR“ ersetzt werden.

#### Anpassungen während der Bauzeit
1989 erhielt auch der normale 944 Turbo viele Komponenten des 944 Turbo S. So wurde ebenfalls durch den Einbau eines größeren Turboladers die Leistung auf 184 kW (250 PS) gesteigert. Deshalb erhielt auch der normale Turbo eine Geschwindigkeitsanzeige bis 300 km/h, außerdem wurde ein freistehender Heckflügel für Abtrieb bei hohen Geschwindigkeiten eingebaut.

## Sondermodelle

### Porsche 944 Turbo S
1988 baute Porsche eine auf 1.635 Modelle limitierte Sonderserie des 944 Turbos, den Porsche 944 Turbo S. Der Motor ist identisch mit dem 944-Turbo-Cup-Motor und serienmäßig mit einem Katalysator ausgerüstet. Die unverbindliche Preisempfehlung betrug 99.800 D-Mark (entspricht in heutiger Kaufkraft: 113.666 Euro). 2015 wurden 944 Turbo S im Zustand 2 für ungefähr 25.000 € gehandelt.
Die wichtigste Modifikation gegenüber dem 944 Turbo mit 162 kW (220 PS) ist der größere Turbolader, mit dem die Leistung ab Werk auf 184 kW (250 PS) oder 221 kW (300 PS) gesteigert wurde. Das Sondermodell ist des Weiteren serienmäßig mit dem M030-Paket ausgestattet, das unter anderem ein höhenverstellbares Koni-Gewindefahrwerk enthält. Außerdem wurden ein Sperrdifferenzial und ein Antiblockiersystem, eine für den Porsche 928 S4 entwickelte Bremsanlage und ein verstärktes Getriebe mit externem Ölkühler eingebaut. Die offizielle Höchstgeschwindigkeit des Sondermodells betrug 260 km/h.
Das Sondermodell war anfangs nur in der Porsche-Sonderfarbe Silberrosé Metallic erhältlich.

### Porsche 944 Celebration Edition (Special Edition)
1988 wurde anlässlich des 100.000 Porsche aus Neckarsulm ein Sondermodell des 944 aufgelegt. Das Sondermodell, M757, wurde in einer limitierten Auflage von 910 Stück gefertigt. 403 wurden in Satinschwarz, 507 Fahrzeuge wurden in Zermattsilbermetallic ausgeliefert. Die Sondermodelle hatten eine schwarze Kunstlederausstattung mit „Studio“-Stoffeinsätzen in Grau/Grau und silbergraue Teppiche. Ebenso waren die Türtafeln mit diesem Stoff bezogen. Zur weiteren Ausstattung gehörten geteilt umlegbare Rücksitzlehnen, die automatische Heizung, das herausnehmbare elektrische Sonnendach, Flankenschutz in Wagenfarbe und Nebelscheinwerfer. Die Räder waren in der Größe 7J × 16 vorne und 8J × 16 hinten bestückt mit Reifen in der Größe 205/55 VR 16 bzw. 225/50 VR 16. Jedes Fahrzeug hatte im Handschuhfach eine Münze mit ca. 6,5 cm Durchmesser mit der Prägung „Special Edition 1987“ bzw. „1988“ für die USA-Modelle.

## Einsatz im Motorsport
Auch im Motorsport waren die Modelle der Baureihe 944 erfolgreich. Porsche nutzte die Motorsporteinsätze vor allem dazu, neue Modifikationen der Modelle vor dem Einsatz in den Serienwagen im Motorsport zu testen.

### Porsche 944 GTR
Der Porsche 944 GTR hatte rund 400 PS und eine Höchstgeschwindigkeit von ca. 300 km/h. Er fuhr bei den 24 Stunden von Le Mans 1981 und in der IMSA mit.

### Porsche 944 Turbo Cup
Mit der erfolgreichen Einführung des 944 Turbo kam auch die Idee eines Markenpokals für den 944. Dieser wurde 1986 eingeführt und bis 1990 ausgetragen. Zum Einsatz kamen speziell für diesen Markenpokal modifizierte 944 Turbo mit einer maximalen Leistung von 162 kW (220 PS). Das maximale Drehmoment betrug 330 Nm bei 3500/min. Veränderungen gegenüber dem serienmäßigen 944 Turbo waren geänderte Aufhängungsteile, größere Reifen sowie ein Überrollkäfig. Auspuff mitsamt Katalysator blieben in Serienausführung. In der französischen Version des 944 Turbo Cups, welche ab 1987 ausgetragen wurde, fehlte aber der Katalysator wegen der schlechten Versorgung mit bleifreiem Benzin. Wichtige Teile aber, wie das Motorsteuergerät, wurden verplombt und konnten so nicht modifiziert werden. Ab 1987 wurden die Fahrzeuge mit einem Antiblockiersystem ausgerüstet.

## Sonstiges

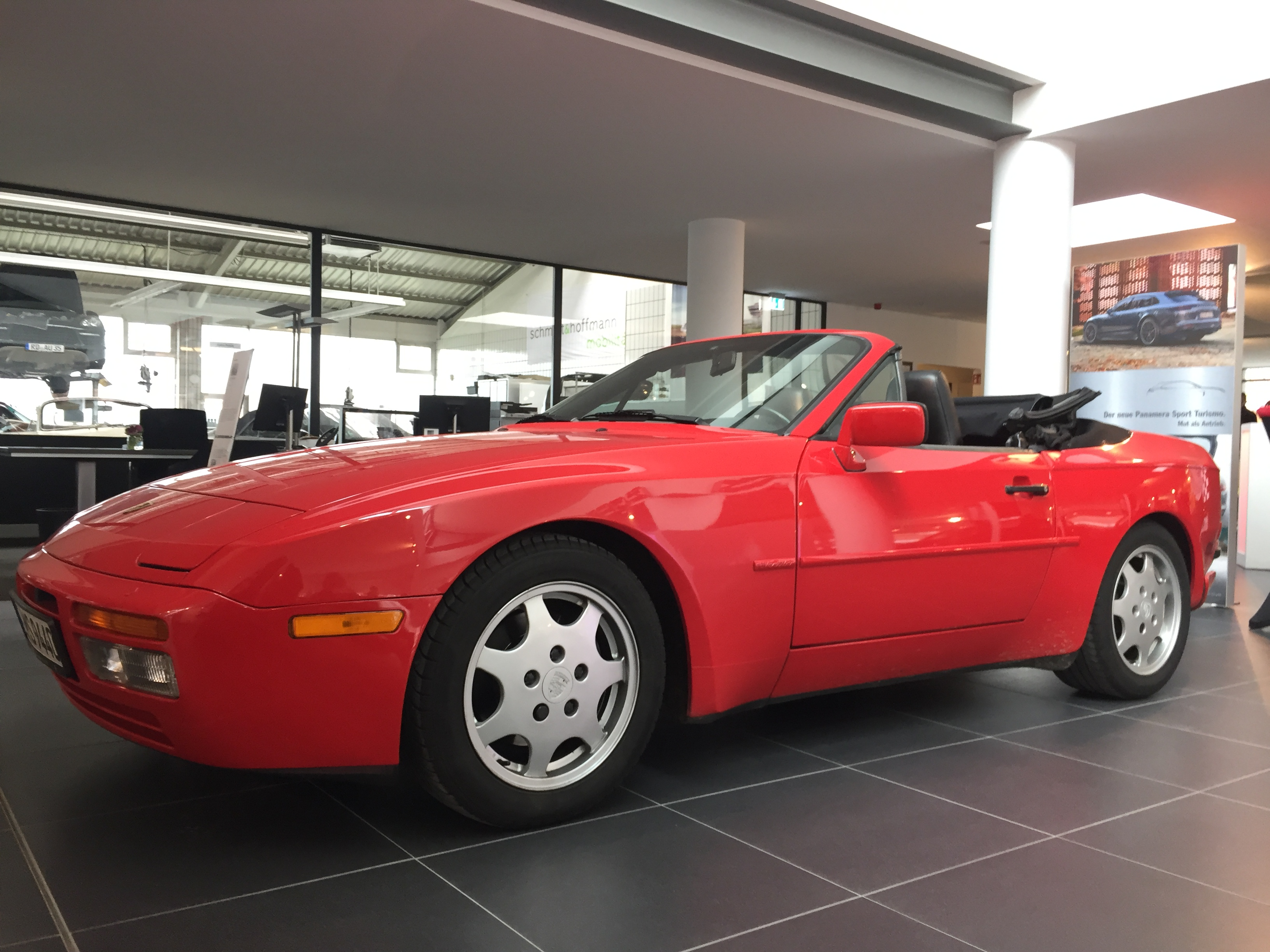
Porsche 944 Cabrio U.S.-Version offen

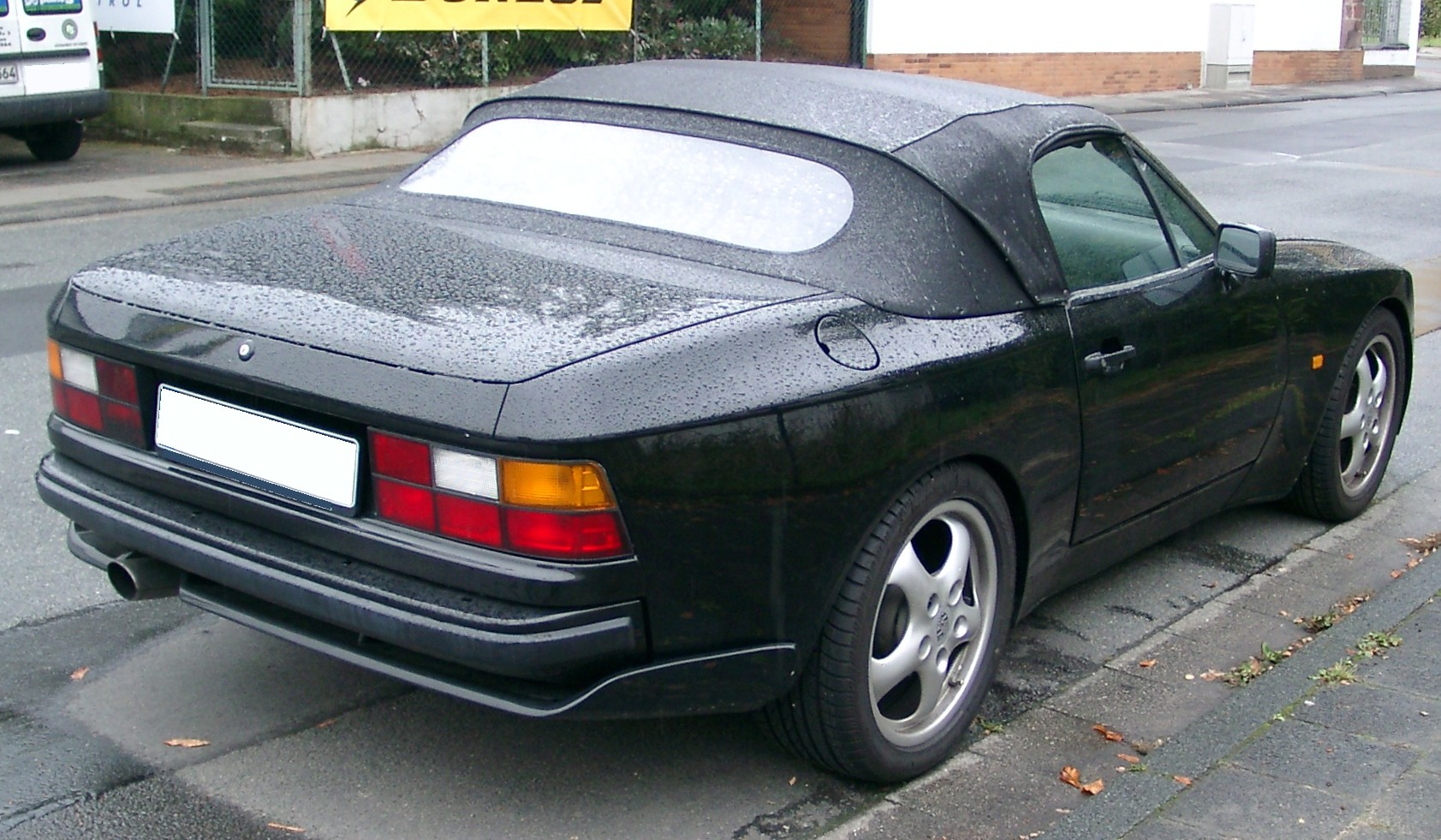
Porsche 944 S2 Cabrio geschlossen

Auf Wunsch war im 944 ein Hubdach erhältlich. Der Dacheinsatz konnte nach hinten aufgestellt oder ganz herausgenommen und verzurrt im großen Kofferraum mitgeführt werden. Das Hubdach ging jedoch nicht über die gesamte Breite des Autos und ist daher nicht mit dem 911-Targadach vergleichbar. Es handelt sich eher um eine Art übergroßes, herausnehmbares „Schiebedach“.

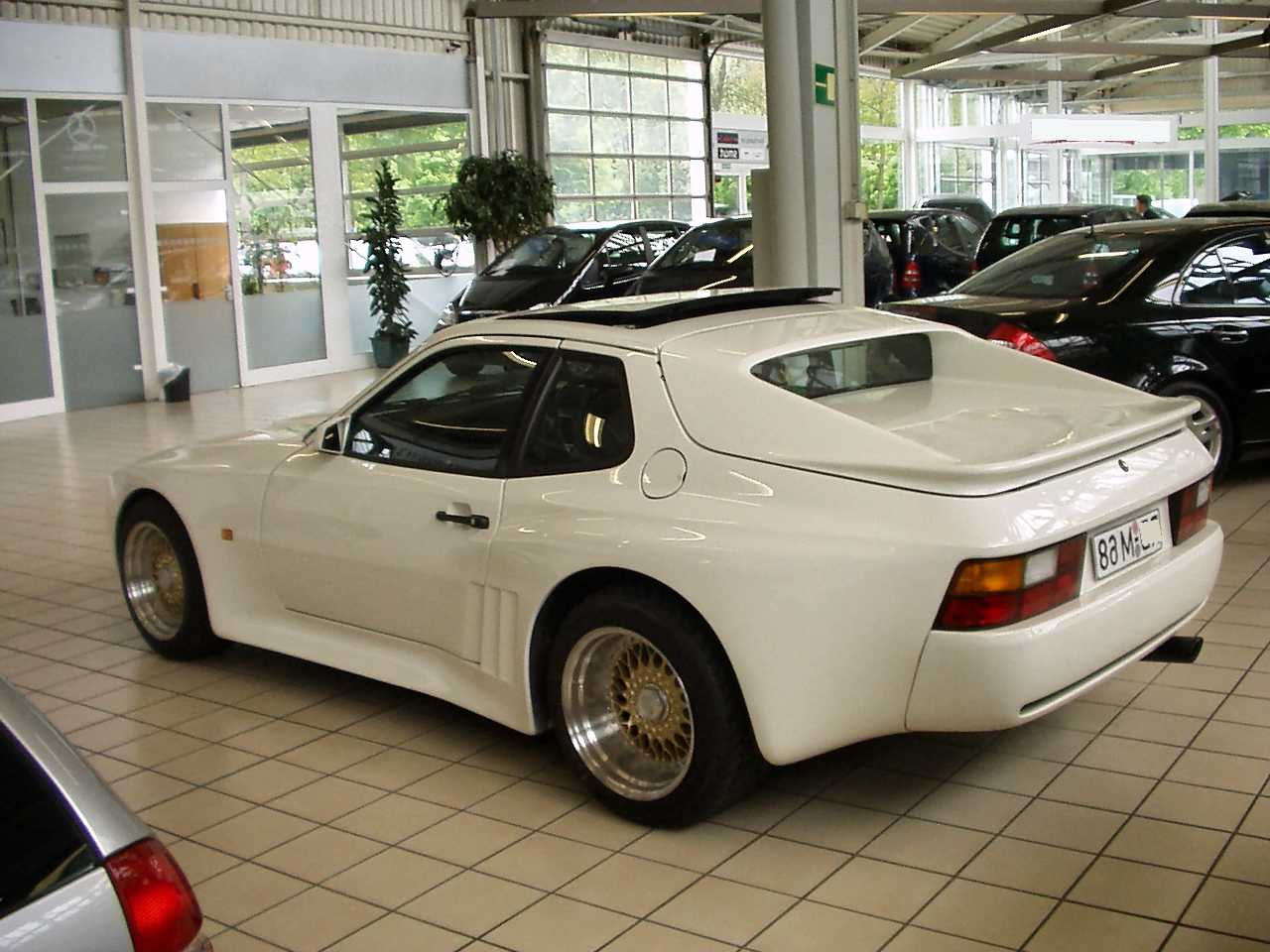
Strosek Porsche 944

Die Tuningfirma Strosek Design bot Umbauten an, die dem Fahrzeug ein rennsportartiges Aussehen gaben. Es handelte sich um ein Bodykit, das dem Auto vor allem durch den Ersatz der Heckklappe und Verbreiterungen der Karosserie ein sportlicheres Aussehen verlieh.
Das Porsche 944 Cabrio und Coupé sind technisch gleich, jedoch wurde die Rohkarosse des Cabrios bei ASC (Karosseriewerke Weinsberg) in Weinsberg bearbeitet. Dort wurde nicht nur das Dach entfernt, sondern die Karosserie durch einen zweiten eingeschweißten Boden verstärkt. Der Windschutzscheibenrahmen wurde um rund 60 mm verkürzt und die Glaskuppel über dem Kofferraum durch einen Heckdeckel aus Stahlblech ersetzt. Das 944 S2 Cabrio wurde nur von 1989 bis 1991 in einer Stückzahl von 6.980 Exemplaren gebaut, nur 528 Stück einer limitierten Sonderserie des 944 Turbo Cabriolet entstanden.
Das Verdeck wurde per Hand geöffnet, gegen Aufpreis war aber auch ein elektrisch öffnendes Verdeck erhältlich, das ab 1990 zur Serie gehört. Die nur ein Jahr lang gebaute Turbovariante hatte zusätzlich eine serienmäßige Klimaanlage und war zu dieser Zeit das schnellste Vierzylinder-Cabriolet.
Heute ist das 944er Cabrio wegen seiner geringen Stückzahl ein gesuchter Klassiker.
Ab Modelljahr 1991 gab es diese letzte Ausbaustufe des 944 auch mit Airbag und dem festen Heckflügel des 944 Turbo.
Die Modellvariante Porsche 944 S2 wurde zum Porsche 968 weiterentwickelt und mit einer variablen, Variocam genannten Ventilsteuerung ausgestattet. Die Klappscheinwerfer wurden für den Porsche 968 nicht übernommen.
Der Motor des 968 sollte bis zu 331 kW (450 PS) leisten (968 Turbo RS, wovon nur insgesamt 4 Stück gebaut wurden). Der 968 Turbo S musste sich hingegen mit 224 kW (305 PS) und der „normale“ 968 mit 176 kW (239 PS) begnügen.
Die Karosserieform erinnert an den 964 und den 928. Der Porsche 968 ist die letzte Evolutionsstufe der Fahrzeuge von Porsche mit Transaxle.

## Technische Daten
Der Porsche 944 wurde von 1981 bis 1991 in folgenden Ausführungen produziert:
| Porsche 944:               | 944                                                              | 944 mit KAT (bis Mj. 1987)                                       | 944 mit KAT (von Mj. 1988 bis 1989)                              | 944 mit KAT (im Mj. 1989)                                        | 944 S                                                            | 944 S2                                                           | 944 Turbo Typ 951 (bis Mj. 1988)                                 | 944 Turbo Typ 951 (ab Mj. 1989)                                  | 944 Turbo S Typ 951                                              |
| -------------------------- | ---------------------------------------------------------------- | ---------------------------------------------------------------- | ---------------------------------------------------------------- | ---------------------------------------------------------------- | ---------------------------------------------------------------- | ---------------------------------------------------------------- | ---------------------------------------------------------------- | ---------------------------------------------------------------- | ---------------------------------------------------------------- |
| Motor:                     | 4-Zylinder-Reihenmotor (Viertakt)                                | 4-Zylinder-Reihenmotor (Viertakt)                                | 4-Zylinder-Reihenmotor (Viertakt)                                | 4-Zylinder-Reihenmotor (Viertakt)                                | 4-Zylinder-Reihenmotor (Viertakt)                                | 4-Zylinder-Reihenmotor (Viertakt)                                | 4-Zylinder-Reihenmotor mit Turboaufladung (Viertakt)             | 4-Zylinder-Reihenmotor mit Turboaufladung (Viertakt)             | 4-Zylinder-Reihenmotor mit Turboaufladung (Viertakt)             |
| Hubraum:                   | 2479 cm³                                                         | 2479 cm³                                                         | 2479 cm³                                                         | 2681 cm³                                                         | 2479 cm³                                                         | 2990 cm³                                                         | 2479 cm³                                                         | 2479 cm³                                                         | 2479 cm³                                                         |
| Bohrung × Hub:             | 100,0 × 78,9 mm                                                  | 100,0 × 78,9 mm                                                  | 100,0 × 78,9 mm                                                  | 104,0 × 78,9 mm                                                  | 100,0 × 78,9 mm                                                  | 104,0 × 88,0 mm                                                  | 100,0 × 78,9 mm                                                  | 100,0 × 78,9 mm                                                  | 100,0 × 78,9 mm                                                  |
| Leistung bei 1/min:        | 120 kW (163 PS) bei 5800                                         | 110 kW (150 PS) bei 5800                                         | 118 kW (160 PS) bei 5800                                         | 121 kW (165 PS) bei 5800                                         | 140 kW (190 PS) bei 6000                                         | 155 kW (211 PS) bei 5800                                         | 162 kW (220 PS) bei 5800                                         | 184 kW (250 PS) bei 6000                                         | 184 kW (250 PS) bei 6000                                         |
| Max. Drehmoment bei 1/min: | 205 Nm bei 3000                                                  | 195 Nm bei 3000                                                  | 210 Nm bei 4500                                                  | 225 Nm bei 4200                                                  | 230 Nm bei 4300                                                  | 280 Nm bei 4000                                                  | 330 Nm bei 3500                                                  | 350 Nm bei 4000                                                  | 350 Nm bei 4000                                                  |
| Verdichtung:               | 10,6 : 1                                                         | 9,7 : 1                                                          | 10,2 : 1                                                         | 10,9 : 1                                                         | 10,9 : 1                                                         | 10,9 : 1                                                         | 8,0 : 1                                                          | 8,0 : 1                                                          | 8,0 : 1                                                          |
| Ventilsteuerung:           | eine obenliegende Nockenwelle (SOHC)                             | eine obenliegende Nockenwelle (SOHC)                             | eine obenliegende Nockenwelle (SOHC)                             | eine obenliegende Nockenwelle (SOHC)                             | zwei obenliegende Nockenwellen (DOHC)                            | zwei obenliegende Nockenwellen (DOHC)                            | eine obenliegende Nockenwelle (SOHC)                             | eine obenliegende Nockenwelle (SOHC)                             | eine obenliegende Nockenwelle (SOHC)                             |
| Gemischaufbereitung:       | Saugrohreinspritzung BOSCH L-Jetronic mit DME                    | Saugrohreinspritzung BOSCH L-Jetronic mit DME                    | Saugrohreinspritzung BOSCH L-Jetronic mit DME                    | Saugrohreinspritzung BOSCH L-Jetronic mit DME                    | Saugrohreinspritzung BOSCH L-Jetronic mit DME                    | Saugrohreinspritzung BOSCH L-Jetronic mit DME                    | Saugrohreinspritzung BOSCH L-Jetronic mit DME                    | Saugrohreinspritzung BOSCH L-Jetronic mit DME                    | Saugrohreinspritzung BOSCH L-Jetronic mit DME                    |
| Kühlung:                   | Wasserkühlung                                                    | Wasserkühlung                                                    | Wasserkühlung                                                    | Wasserkühlung                                                    | Wasserkühlung                                                    | Wasserkühlung                                                    | Wasserkühlung                                                    | Wasserkühlung                                                    | Wasserkühlung                                                    |
| Getriebe:                  | 5-Gang-Schaltgetriebe oder 3-Stufen-Automatik                    | 5-Gang-Schaltgetriebe oder 3-Stufen-Automatik                    | 5-Gang-Schaltgetriebe oder 3-Stufen-Automatik                    | 5-Gang-Schaltgetriebe oder 3-Stufen-Automatik                    | 5-Gang-Schaltgetriebe                                            | 5-Gang-Schaltgetriebe                                            | 5-Gang-Schaltgetriebe                                            | 5-Gang-Schaltgetriebe                                            | 5-Gang-Schaltgetriebe                                            |
| Antrieb:                   | Hinterradantrieb                                                 | Hinterradantrieb                                                 | Hinterradantrieb                                                 | Hinterradantrieb                                                 | Hinterradantrieb                                                 | Hinterradantrieb                                                 | Hinterradantrieb                                                 | Hinterradantrieb                                                 | Hinterradantrieb                                                 |
| Bremsen:                   | innenbelüftete Scheibenbremsen                                   | innenbelüftete Scheibenbremsen                                   | innenbelüftete Scheibenbremsen                                   | innenbelüftete Scheibenbremsen                                   | innenbelüftete Scheibenbremsen                                   | innenbelüftete Scheibenbremsen                                   | innenbelüftete Scheibenbremsen                                   | innenbelüftete Scheibenbremsen                                   | innenbelüftete Scheibenbremsen                                   |
| Radaufhängung vorn:        | MacPherson-Federbeine, Querlenker, Stabilisator                  | MacPherson-Federbeine, Querlenker, Stabilisator                  | MacPherson-Federbeine, Querlenker, Stabilisator                  | MacPherson-Federbeine, Querlenker, Stabilisator                  | MacPherson-Federbeine, Querlenker, Stabilisator                  | MacPherson-Federbeine, Querlenker, Stabilisator                  | MacPherson-Federbeine, Querlenker, Stabilisator                  | MacPherson-Federbeine, Querlenker, Stabilisator                  | MacPherson-Federbeine, Querlenker, Stabilisator                  |
| Radaufhängung hinten:      | Schräglenkerachse                                                | Schräglenkerachse                                                | Schräglenkerachse                                                | Schräglenkerachse                                                | Schräglenkerachse                                                | Schräglenkerachse, Stabilisator                                  | Schräglenkerachse, Stabilisator                                  | Schräglenkerachse, Stabilisator                                  | Schräglenkerachse, Stabilisator                                  |
| Federung vorn:             | Schraubenfedern                                                  | Schraubenfedern                                                  | Schraubenfedern                                                  | Schraubenfedern                                                  | Schraubenfedern                                                  | Schraubenfedern                                                  | Schraubenfedern                                                  | Schraubenfedern                                                  | Schraubenfedern                                                  |
| Federung hinten:           | querliegende Drehstabfedern, Teleskopstoßdämpfer                 | querliegende Drehstabfedern, Teleskopstoßdämpfer                 | querliegende Drehstabfedern, Teleskopstoßdämpfer                 | querliegende Drehstabfedern, Teleskopstoßdämpfer                 | querliegende Drehstabfedern, Teleskopstoßdämpfer                 | querliegende Drehstabfedern, Teleskopstoßdämpfer                 | querliegende Drehstabfedern, Teleskopstoßdämpfer                 | querliegende Drehstabfedern, Teleskopstoßdämpfer                 | querliegende Drehstabfedern, Teleskopstoßdämpfer                 |
| Karosserie:                | Selbsttragende Stahlkarosserie mit Abrisskante an der Heckklappe | Selbsttragende Stahlkarosserie mit Abrisskante an der Heckklappe | Selbsttragende Stahlkarosserie mit Abrisskante an der Heckklappe | Selbsttragende Stahlkarosserie mit Abrisskante an der Heckklappe | Selbsttragende Stahlkarosserie mit Abrisskante an der Heckklappe | Selbsttragende Stahlkarosserie mit Abrisskante an der Heckklappe | Selbsttragende Stahlkarosserie mit Abrisskante an der Heckklappe | Selbsttragende Stahlkarosserie mit Abrisskante an der Heckklappe | Selbsttragende Stahlkarosserie mit Abrisskante an der Heckklappe |
| Spurweite vorn/hinten:     | 1477/1451 mm                                                     | 1477/1451 mm                                                     | 1477/1451 mm                                                     | 1477/1451 mm                                                     | 1477/1451 mm                                                     | 1477/1451 mm                                                     | 1477/1451 mm                                                     | 1472/1451 mm                                                     | 1477/1442 mm                                                     |
| Radstand:                  | 2400 mm                                                          | 2400 mm                                                          | 2400 mm                                                          | 2400 mm                                                          | 2400 mm                                                          | 2400 mm                                                          | 2400 mm                                                          | 2400 mm                                                          | 2400 mm                                                          |
| Reifen/Räder:              | 185/70 VR 15 auf 7J × 15                                         | 195/65 VR 15 auf 7J × 15                                         | 195/65 VR 15 auf 7J × 15                                         | 195/65 VR 15 auf 7J × 15                                         | 195/65 VR 15 auf 7J × 15                                         | VA: 205/55 ZR 16 auf 7J × 16 HA: 225/50 ZR16 auf 8J × 16         | VA: 205/55 ZR 16 auf 7J × 16 HA: 225/50 ZR16 auf 8J × 16         | VA: 225/50 ZR 16 auf 7,5J × 16 HA: 245/45 ZR 16 auf 9J × 16      | VA: 225/50 ZR 16 auf 7,5J × 16 HA: 245/45 ZR 16 auf 9J × 16      |
| Maße L × B × H:            | 4200 × 1735 × 1275 mm                                            | 4200 × 1735 × 1275 mm                                            | 4200 × 1735 × 1275 mm                                            | 4200 × 1735 × 1275 mm                                            | 4200 × 1735 × 1275 mm                                            | 4230 × 1735 × 1275 mm                                            | 4230 × 1735 × 1275 mm                                            | 4230 × 1735 × 1275 mm                                            | 4230 × 1735 × 1275 mm                                            |
| Leergewicht:               | 1180 kg (ab 1986: 1210 kg)                                       | 1210 kg (ab 1987: 1240 kg)                                       | 1260 kg                                                          | 1290 kg                                                          | 1280 kg                                                          | 1310 kg (ab 1990: 1340 kg)                                       | 1280 kg (ab 1987: 1350 kg)                                       | 1350 kg (ab 1990: 1400 kg)                                       | 1350 kg                                                          |
| Höchstgeschwindigkeit:     | 220 km/h                                                         | 220 km/h                                                         | 218 km/h                                                         | 220 km/h                                                         | 228 km/h                                                         | 240 km/h                                                         | 245 km/h                                                         | 260 km/h                                                         | 260 km/h                                                         |
| Beschleunigung 0–100 km/h: | 8,4 s                                                            | 8,5 s                                                            | 8,4 s                                                            | 8,2 s                                                            | 7,9 s                                                            | 6,8 s                                                            | 6,3 s                                                            | 5,9 s                                                            | 5,9 s                                                            |

## Bestand in Deutschland
Aufgeführt ist der Bestand an Porsche 944 nach Hersteller- (HSN) und Typschlüsselnummern (TSN) in Deutschland laut Kraftfahrt-Bundesamt. Bis 2007 beinhaltete der Bestand neben der Anzahl der angemeldeten Fahrzeuge auch die Anzahl der vorübergehenden Stilllegungen. Seit 2008 enthält der Bestand lediglich den „fließenden Verkehr“ einschließlich der Saisonkennzeichen.
| HSN/TSN  | Modell              | kW     | 1. Jan. 2005 | 1. Jan. 2006 | 1. Jan. 2008 | 1. Jan. 2009 | 1. Jan. 2010 | 1. Jan. 2011 | 1. Jan. 2012 | 1. Jan. 2013 | 1. Jan. 2014 | 1. Jan. 2015 | 1. Jan. 2016 | 1. Jan. 2017 | 1. Jan. 2018 | 1. Jan. 2019 | 1. Jan. 2020 | 1. Jan. 2021 | 1. Jan. 2022 |
| -------- | ------------------- | ------ | ------------ | ------------ | ------------ | ------------ | ------------ | ------------ | ------------ | ------------ | ------------ | ------------ | ------------ | ------------ | ------------ | ------------ | ------------ | ------------ | ------------ |
| 0583/390 | 944                 | 120    | 323          | 294          | 143          | 138          | 141          | 137          | 122          | 132          | 138          | 141          | 144          | 155          | 161          | 162          | 171          | 179          | 179          |
| 0583/391 | 944                 | 120    | 4.102        | 3.709        | 2.296        | 2.216        | 2.110        | 2.022        | 1.969        | 1.877        | 1.843        | 1.902        | 1.988        | 2.052        | 2.102        | 2.163        | 2.192        | 2.213        | 2.285        |
| 0583/396 | 944                 | 110    | 421          | 430          | 292          | 288          | 280          | 257          | 257          | 249          | 256          | 246          | 244          | 246          | 261          | 268          | 274          | 282          | 285          |
| 0583/400 | 944 Turbo           | 162    | 660          | 655          | 419          | 407          | 383          | 362          | 365          | 362          | 353          | 357          | 359          | 372          | 392          | 432          | 427          | 445          | 453          |
| 0583/403 | 944 S               | 140    | 512          | 512          | 322          | 312          | 315          | 292          | 292          | 285          | 282          | 266          | 276          | 264          | 261          | 280          | 285          | 304          | 314          |
| 0583/412 | 944 Turbo           | 184    | 564          | 544          | 368          | 353          | 352          | 336          | 325          | 319          | 312          | 308          | 321          | 329          | 321          | 327          | 331          | 345          | 348          |
| 0583/416 | 944                 | 118    | 518          | 496          | 354          | 348          | 337          | 327          | 319          | 301          | 294          | 298          | 287          | 282          | 292          | 289          | 295          | 298          | 308          |
| 0583/417 | 944                 | 121    | 356          | 349          | 259          | 258          | 260          | 248          | 229          | 226          | 229          | 222          | 227          | 227          | 217          | 212          | 213          | 215          | 221          |
| 0583/419 | 944 S2              | 155    | 2.340        | 2.269        | 1.738        | 1.689        | 1.630        | 1.582        | 1.575        | 1.518        | 1.503        | 1.494        | 1.495        | 1.465        | 1.458        | 1.466        | 1.467        | 1.479        | 1.507        |
| 0583/420 | 944 S2 Cabriolet    | 155    | 1.492        | 1.444        | 1.106        | 1.100        | 1.098        | 1.050        | 1.061        | 1.059        | 1.068        | 1.070        | 1.063        | 1.073        | 1.082        | 1.096        | 1.104        | 1.109        | 1.113        |
| 0583/427 | 944 Turbo Cabriolet | 184    | 186          | 184          | 129          | 128          | 134          | 134          | 136          | 136          | 137          | 137          | 131          | 134          | 132          | 128          | 133          | 129          | 129          |
| Quelle   | Quelle              | Quelle | [ 3 ]        | [ 4 ]        | [ 5 ]        | [ 6 ]        | [ 7 ]        | [ 8 ]        | [ 9 ]        | [ 10 ]       | [ 11 ]       | [ 12 ]       | [ 13 ]       | [ 14 ]       | [ 15 ]       | [ 16 ]       | [ 17 ]       | [ 18 ]       | [ 19 ]       |

### Bücher
- Lothar Boschen, Jürgen Barth: Das große Buch der Porsche-Typen. Motorbuch Verlag, Stuttgart 1989, ISBN 3-613-01284-7.
- Halwart Schrader: Porsche 924/944/968. Motorbuch Verlag, Stuttgart 2006, ISBN 3-613-02561-2.
- Jörg Austen: Porsche 924-944-968. Die technische Dokumentation der Transaxle-Modelle. Motorbuch Verlag, Stuttgart 2003, ISBN 3-613-02305-9.
- Peter Morgan: Das Original: Porsche 924/944/968. Heel Verlag, Königswinter 2006, ISBN 3-89880-555-7.
- Jan-Henrik Muche: Porsche 924 und 944. Mit vier Zylindern zum Erfolg. Heel Verlag, Königswinter 2002, ISBN 3-89880-105-5.

### Zeitschriften
- Trans-Rapid – Fahrbericht und Kaufberatung. In: Youngtimer. Ausgabe 3/07, S. 8–15.
- 30 Jahre Porsche 944: Wassergekühlter Verkaufserfolg mit vier Zylindern. In: Oldtimer Markt. 02/2011, S. 12 ff.